# Boa Viagem
Boa Viagem là một đô thị thuộc bang Ceará, Brasil. Đô thị này có diện tích 2836,774 km², dân số năm 2007 là 51792 người, mật độ 18,26 người/km².